# Emmanuel Charles van Outryve d'Ydewalle
Emmanuel van Outryve d'Ydewalle (Rijsel 13 oktober 1868 - Sint-Andries 14 april 1954) was een Belgisch politicus en bosbouwkundige.

## Familie
Ridder Emmanuel Charles Joseph Marie van Outryve d'Ydewalle, was de zoon van Charles-Julien van Outryve d'Ydewalle en Marie Virginie Aronio de Romblay (1843-1926).
Hij trouwde in 1898 met Marie-Josèphe van den Peereboom (Gent 20 maart 1875 - Sint-Andries 3 februari 1961) en ze hadden zes kinderen:
- Marie-Jeanne van Outryve d'Ydewalle (1900-1993) die trouwde met Karl van Caloen (1889-1975), burgemeester van Loppem
- Charles van Outryve d'Ydewalle (1901-1985)
- Xavier van Outryve d'Ydewalle (1903-1984), monnik in de Sint-Andriesabdij
- Joseph van Outryve d'Ydewalle (1906-1990) landbouwingenieur, die trouwde met barones Louise van Caloen
- Pierre van Outryve d'Ydewalle (1912-1997)
- Marthe van Outryve d'Ydewalle (1916-2016), die trouwde met Jacques Papeians de Morchoven dit van der Strepen (1912-1988)

Van Outryve verbouwde vanaf 1902 op de familiegronden in Sint-Andries het kasteel 'Peereboomveld' gelegen langs de Torhoutsesteenweg.
Tijdens de Eerste Wereldoorlog verbleef het gezin eerst in Ramsgate vervolgens in Sluis.

## Levensloop
Van Outryve d'Ydewalle behaalde in 1891 zijn doctoraat in de rechten aan de Katholieke Universiteit Leuven en schreef zich in aan de Balie van Brugge. Hij was er weinig actief en bleef tot in 1896 als stagiair ingeschreven. Hij diende toen ontslag in, met als motief "dat hij aan andere prioriteiten de voorrang wilde geven".
Op de gemeente Sint-Andries was hij gemeenteraadslid en schepen van 1908 tot 1915, onder burgemeester Paul Rotsart de Hertaing.
In 1898 werd hij verkozen tot provincieraadslid en bleef dit tot in 1921.
Hij was lid (1936) en proost (1946) van de Edele Confrérie van het Heilig Bloed.

## Bosbouw
De voornaamste activiteiten van Emmanuel-Charles waren gericht op bosbouw. Hij was bestuurslid van de Belgische bosbouwvereniging en van de Hoge raad voor waters en bossen.
Hij was voorzitter van de Landbouwcomice te Brugge en erevoorzitter van de Landbouwcomice van West-Vlaanderen.
Hij was ook
- erevoorzitter van de 'Bloemenkwekers van West-Vlaanderen'
- bestuurslid en penningmeester van de Vrije Eigenaars- en Landbouwersbond
- voorzitter van de Wateringen van Blankenberge
- voorzitter van het Provinciaal verbond van veekweeksyndicaten
- ondervoorzitter van het Verbond van geitensyndicaten (arrondissement Brugge)